# Adrian Esposito
Adrian Esposito (* 1. Februar 1985 in Eastwood, New South Wales) ist ein australischer Eishockeyspieler, der seit 2002 für die Sydney Bears  in der Australian Ice Hockey League spielt.

## Karriere
Adrian Esposito begann seine Laufbahn als Eishockeyspieler in Australien bei den Sydney Bears, für die er bis heute spielt. Im Alter von 19 Jahren debütierte er 2004 in der Australian Ice Hockey League. 2007 gewann er mit den Bären den Goodall Cup, die australische Meisterschaft. 2008 wurde als Hauptrundensieger der AIHL der V.I.P. Cup gewonnen. Zudem spielte er mehrmals im Südhalbkugelsommer in der nördlichen Hemisphäre, wo er für die Bristol Pitbulls (2009/10 in der zweiten Division der National Ice Hockey League, die gewonnen werden konnte), die Kagawa Icefellows (2015/16) sowie den HC Lidköping (2017/18) und den Lerums BK (2022/23, beide in der fünftklassigen schwedischen Division 3)  auf dem Eis stand.

### International
Für Australien nahm Clayworth im Juniorenbereich an der U18-Weltmeisterschaft der Division III 2003 sowie den U20-Weltmeisterschaften der Division III 2003 und 2004 sowie der Division II U20-Junioren-Weltmeisterschaft der Division II 2005 teil.
Im Seniorenbereich stand er im Aufgebot seines Landes bei den Weltmeisterschaften der Division II 2008 und der Division I 2009.

## Erfolge und Auszeichnungen
- 2003 Aufstieg in die Division II bei der U18-Weltmeisterschaft der Division II
- 2004 Aufstieg in die Division II bei der U20-Weltmeisterschaft der Division II
- 2007 Gewinn des Goodall Cups mit den Sydney Bears
- 2008 Aufstieg in die Division I bei der Weltmeisterschaft der Division II, Gruppe B
- 2008 Gewinn des V.I.P. Cups mit den Sydney Bears
- 2010 Gewinn der Division 2 der National Ice Hockey League mit den Bristol Pitbulls
- 2019 Gewinn des Goodall Cups mit den Sydney Bears

## AIHL-Statistik
Stand: Ende der Saison 2023